# Margit Sandemo
Margit Sandemo, född Underdal den 23 april 1924 i Lena i Østre Totens kommun, död 1 september 2018 i  Skillinge i Östra Hoby distrikt, var en norsk-svensk författare. Hon är mest känd för sin bästsäljande romanserie Sagan om Isfolket. Sandemo skrev på svenska men nästan alla hennes böcker har översatts till norska, många även till danska, finska, isländska och polska. Hennes böcker innehåller starka kvinnliga karaktärer och även ofta övernaturliga och romantiska inslag.

## Biografi
Sandemos far var den norske skalden Anders Underdal, som enligt en obekräftad släktsägen var utomäktenskaplig son till Bjørnstjerne Bjørnson. Sandemos mor var lärarinnan Elsa gift Reuterskiöld och hennes mormor tillhörde den grevliga ätten Oxenstierna af Korsholm och Wasa. Föräldrarna fick fem barn, där Sandemo var nummer två i syskonskaran. Hennes föräldrar skilde sig när hon var sex år, och modern flyttade då tillbaka till Sverige och tog barnen med sig, varför Sandemo huvudsakligen är uppväxt i Sverige. Hon växlade mellan dessa två länder och lärde sig på så vis båda språken, men alla hennes böcker är skrivna på svenska som originalspråk. Hon hade en på många sätt svår barndom, och utsattes bland annat för sexuella övergrepp. Eftersom hon sade sig vara synsk blev hon intagen för vård. 1945 reste Sandemo till Valdres där familjen ägde en fjällstuga. Där träffade hon norrmannen Asbjørn Sandemo som hon gifte sig med i mars 1946. Hon fick tre barn, Henrik, Tove och Björn.

## Författarskap
Margit Sandemo började inte skriva förrän vid 40 års ålder. Hon har hävdat att hon redan då hade 30 böcker klara i huvudet. 1964 skickade hon in sin första roman till ett förlag men där sade man att man hellre ville ha hennes böcker som en följetong i en veckotidning. Den första boken hette Vredens natt. 
Den kanske viktigaste händelsen i hennes karriär var då förlagschefen för Bladkompaniet frågade om hon kunde skriva en släktserie. Margit Sandemo vägrade i två år. Men 1980 började hon skriva den första boken i serien Sagan om Isfolket. Sandemo säger att det var som om någon annan som talade genom henne när hon skrev dessa böcker, som om någon ville få fram något och gick genom henne. Serien omfattade i slutändan 47 böcker, trots att den var planerad för endast sex delar.  
Efter två fristående böcker kom nästa stora serie, kallad Häxmästaren och efter den kom Legenden om ljusets rike. Alla de tre serierna bildar en lång serietrilogi på 82 böcker. Legenden om Ljusets rike är en blandning av Sagan om Isfolket och Häxmästaren, där personer från båda böckerna möts. Sandemo har även skrivit tre serier till som heter De svarta riddarna, Blåljus och Trollrunor. 
1999 blev Margit Sandemo änka och flyttade till Skillinge. Samma år hade hon skrivit sin 105:e bok inom loppet av 19 år. Hon åkte till Spanien för semester, men kunde inte hålla sig borta från skrivandet utan började skriva igen efter två dagar. Vid detta tillfälle tillkom De svarta riddarna. Vid sin död 2018, vid 94 års ålder, hade hon skrivit sammanlagt 185 romaner.
Margit Sandemo skrev även en mängd fristående böcker som inte hör ihop med någon serie, men som med ett gemensamt namn marknadsförs som Sandemo-serien. Hennes böcker har sålts i upp emot 40 miljoner exemplar där Sagan om Isfolket står för 25 miljoner. Man har 16 gånger försökt att göra en tv-serie eller film av Sagan om Isfolket och Häxmästaren. Båda bokserierna har gått som musikal i Norge.  
Sandemo tilldelades även Norska Kungens förtjänstmedalj 2014, efter att flera lärare och elever uppmärksammat hur Sandemo fått ungdomar att börja läsa böcker.

## Utmärkelser
- Kongens fortjenstmedalje (23 april 2014)[7]

### Serier
- Kiaras saga
- Sagan om Isfolket (Sagaen om Isfolket)
- Häxmästaren (Heksemesteren)
- Legenden om Ljusets rike (Lysets rike)
- Sandemo-serien
- Historien om en fjälldal
- De svarta riddarna
- Blåljus
- Trollrunor

### Fristående romaner
- Skimrande vårar, 1993
- Tessa, 1997
- Drömmen om en vän, 1997
- I nattens tystnad, 1998
- Vargens lilla lamm, 2000
- Ensam i världen, 2000
- Den mörka sanningen, 2001
- Yrsa den glömda drottningen, 2008
- Spindelväv, 2009
- Livsglädje - en självbiografi, 2011
- I död och lust, 2012
- De oskyldiga, 2018
- Skogens barn, 2018

### Faktaböcker
- Vi är inte ensamma, 1990
- I riddarnas spår, 2003
- Visst katten har djuren själ!, 1994
- Kjære Margit!: Et festskrift til Nordens folkelesningsdronning: Margit Sandemo 70 år, 1994